# Saison 2024 de l'équipe cycliste FDJ-Suez
La Saison 2024 de l'équipe FDJ-Suez est la dix-neuvième de la formation. L'effectif connait une évolution avec cinq arrivées et cinq départs : Nina Buijsman, Amber Kraak, Léa Curinier, Coralie Demay et Alessia Vigilia sont recrutées, tandis que Clara Copponi, Emilia Fahlin, Stine Borgli, Maëlle Grossetête et Victorie Guilman.
Grace Brown pour sa dernière saison conserve son titre de championne d'Australie du contre-la-montre. Elle remporte Liège-Bastogne-Liège. Deuxième du contre-la-montre au Tour d'Italie, elle devient championne olympique du contre-la-montre avant de devenir championne du monde la discipline. Évita Muzic confirme sa saison précédente, en étant quatrième de la Flèche wallonne, puis cinquième du Tour d'Espagne, deuxième du Tour de Burgos et quatrième du Tour de France. Cecilie Uttrup Ludwig connaît une saison difficile. Elle est troisième de la Deakin University Elite Women's Road Race et doit se contenter de la huitième place du Tour d'Italie. Vittoria Guazzini devient championne d'Italie du contre-la-montre et remporte le Samyn des Dames. À noter aussi que Marta Cavalli, leader les années précédentes, connait un saison blanche. Évita Muzic est neuvième des classements UCI et World Tour. La FDJ-Suez est respectivement huitième et septième des deux classements par équipes. 

## Préparation de la saison

### Partenaires et matériel de l'équipe

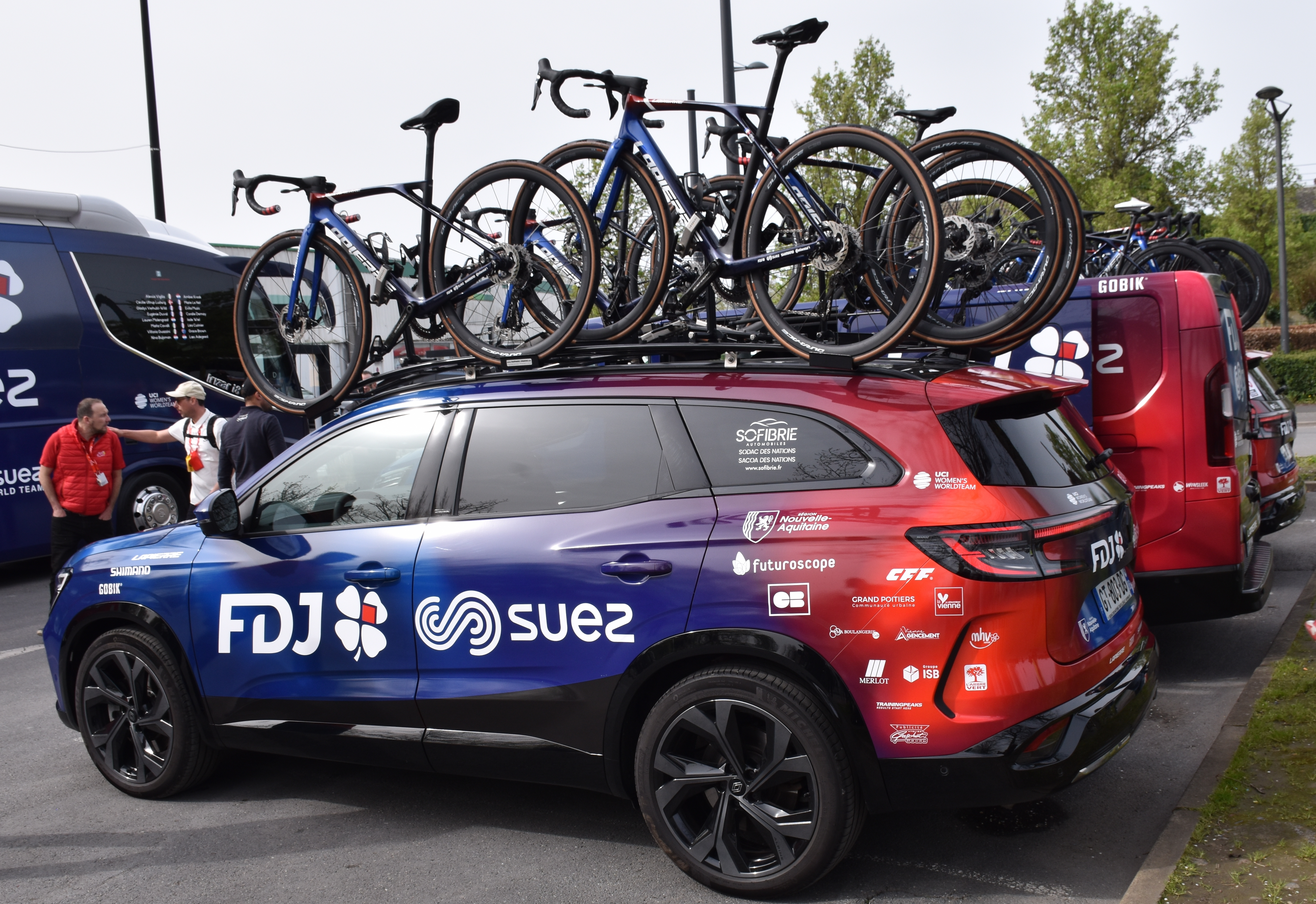
Voiture de l'équipe

L'équipe court sur des vélos Lapierre.

### Arrivées et départs
L'effectif connaît un important renouvellement. Sur le plan des arrivées, les polyvalentes Néerlandaises Nina Buijsman et Amber Kraak rejoignent l'équipe. Léa Curinier après deux ans passés chez DSM vient renforcer l'effectif. Coralie Demay revient après plusieurs années dans d'autres formations. Enfin, l'Italienne Alessia Vigilia est la dernière recrue.
Au niveau des départs, on compte les sprinteuses Clara Copponi et Emilia Fahlin, la polyvalente Stine Borgli et les Françaises Maëlle Grossetête et Victorie Guilman.
| Arrivées        | Équipe 2023                 |
| --------------- | --------------------------- |
| Nina Buijsman   | Human Powered Health        |
| Léa Curinier    | DSM-Firmenich               |
| Coralie Demay   | Saint Michel-Mavic-Auber 93 |
| Amber Kraak     | Jumbo-Visma                 |
| Alessia Vigilia | Top Girls Fassa Bortolo     |

| Départs           | Équipe 2024                 |
| ----------------- | --------------------------- |
| Stine Borgli      |                             |
| Clara Copponi     | Lidl-Trek                   |
| Emilia Fahlin     | Arkéa-B&B Hotels            |
| Maëlle Grossetête | Human Powered Health        |
| Victorie Guilman  | Saint Michel-Mavic-Auber 93 |

### Effectifs
| Effectif 2024            | Effectif 2024     | Effectif 2024 | Effectif 2024                   |
| Cycliste                 | Date de naissance | Pays          | Équipe précédente               |
| ------------------------ | ----------------- | ------------- | ------------------------------- |
| Loes Adegeest            | 7 août 1996       | Pays-Bas      | IBCT (2022)                     |
| Grace Brown              | 7 juillet 1992    | Australie     | Team BikeExchange (2021)        |
| Nina Buysman             | 16 novembre 1997  | Pays-Bas      | Human Powered Health (2023)     |
| Marta Cavalli            | 18 mars 1998      | Italie        | Valcar-Travel & Service (2020)  |
| Léa Curinier             | 21 avril 2001     | France        | Team dsm-firmenich (2023)       |
| Coralie Demay            | 10 octobre 1992   | France        | St Michel-Mavic-Auber 93 (2023) |
| Eugénie Duval            | 3 mai 1993        | France        |                                 |
| Vittoria Guazzini        | 26 décembre 2000  | Italie        | Valcar-Travel & Service (2021)  |
| Amber Kraak              | 29 juillet 1994   | Pays-Bas      | Team Jumbo-Visma (2023)         |
| Marie Le Net             | 25 janvier 2000   | France        | Breizh Ladies (2018)            |
| Cecilie Uttrup Ludwig    | 23 août 1995      | Danemark      | Bigla (2019)                    |
| Lauren Molengraaf        | 5 octobre 2005    | Pays-Bas      |                                 |
| Évita Muzic              | 26 mai 1999       | France        | VC Morteau Montbenoit (2017)    |
| Gladys Verhulst          | 2 janvier 1997    | France        | Le Col-Wahoo (2022)             |
| Alessia Vigilia          | 1 septembre 1999  | Italie        | Top Girls Fassa Bortolo (2023)  |
| Jade Wiel                | 2 avril 2000      | France        | VC Morteau Montbenoit (2018)    |
|                          |                   |               |                                 |
| Source : ProCyclingStats |                   |               |                                 |

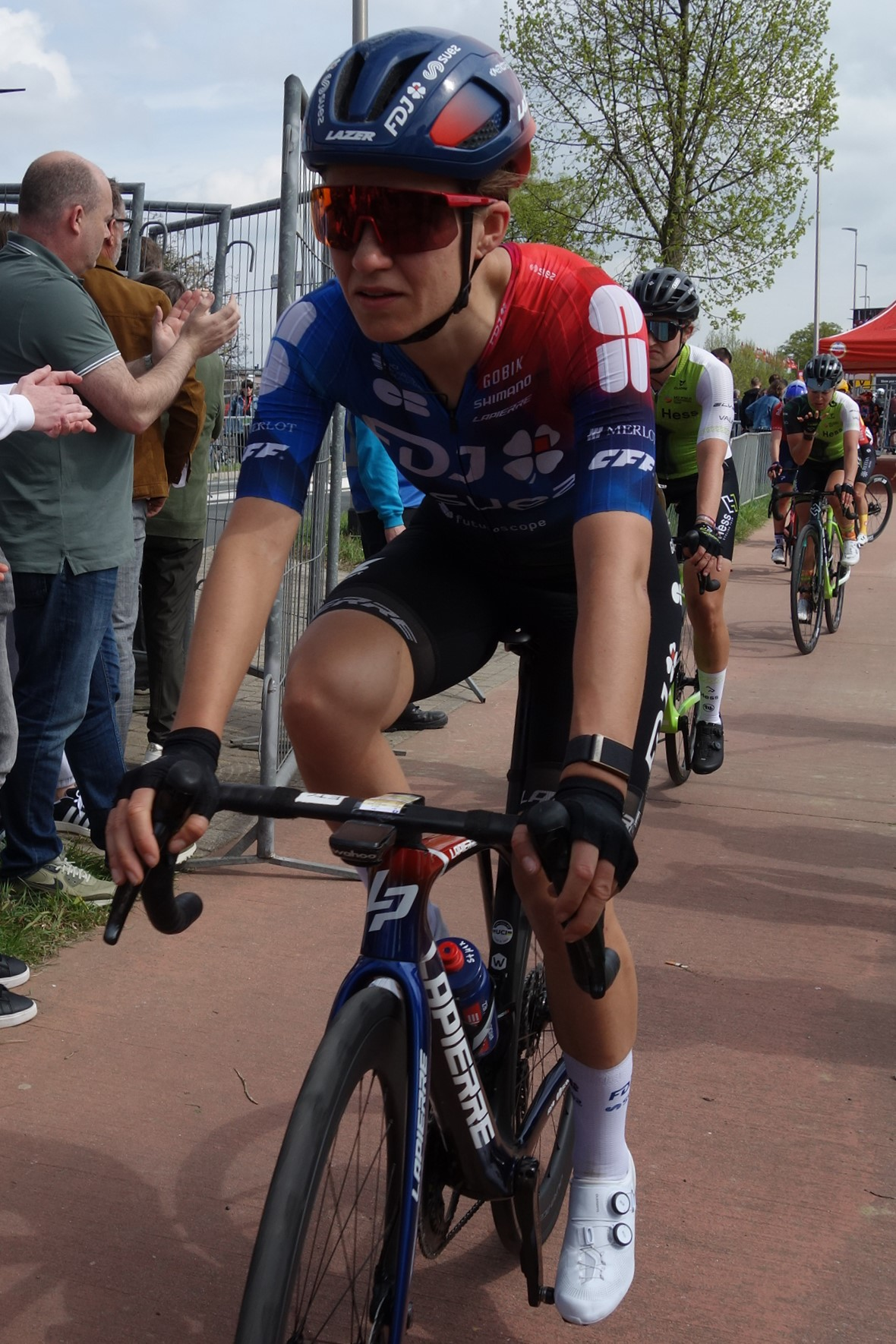
Loes Adegeest
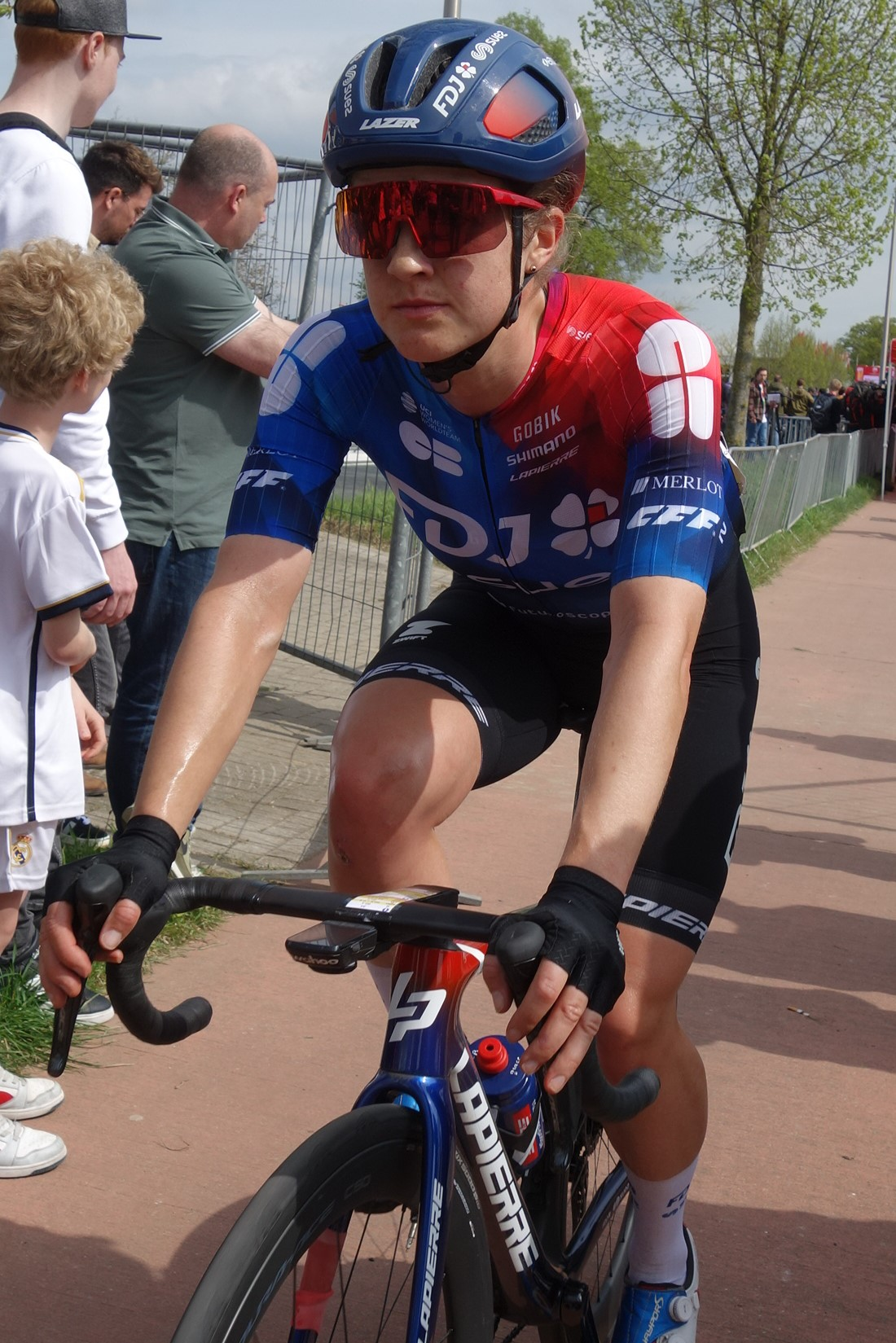
Grace Brown
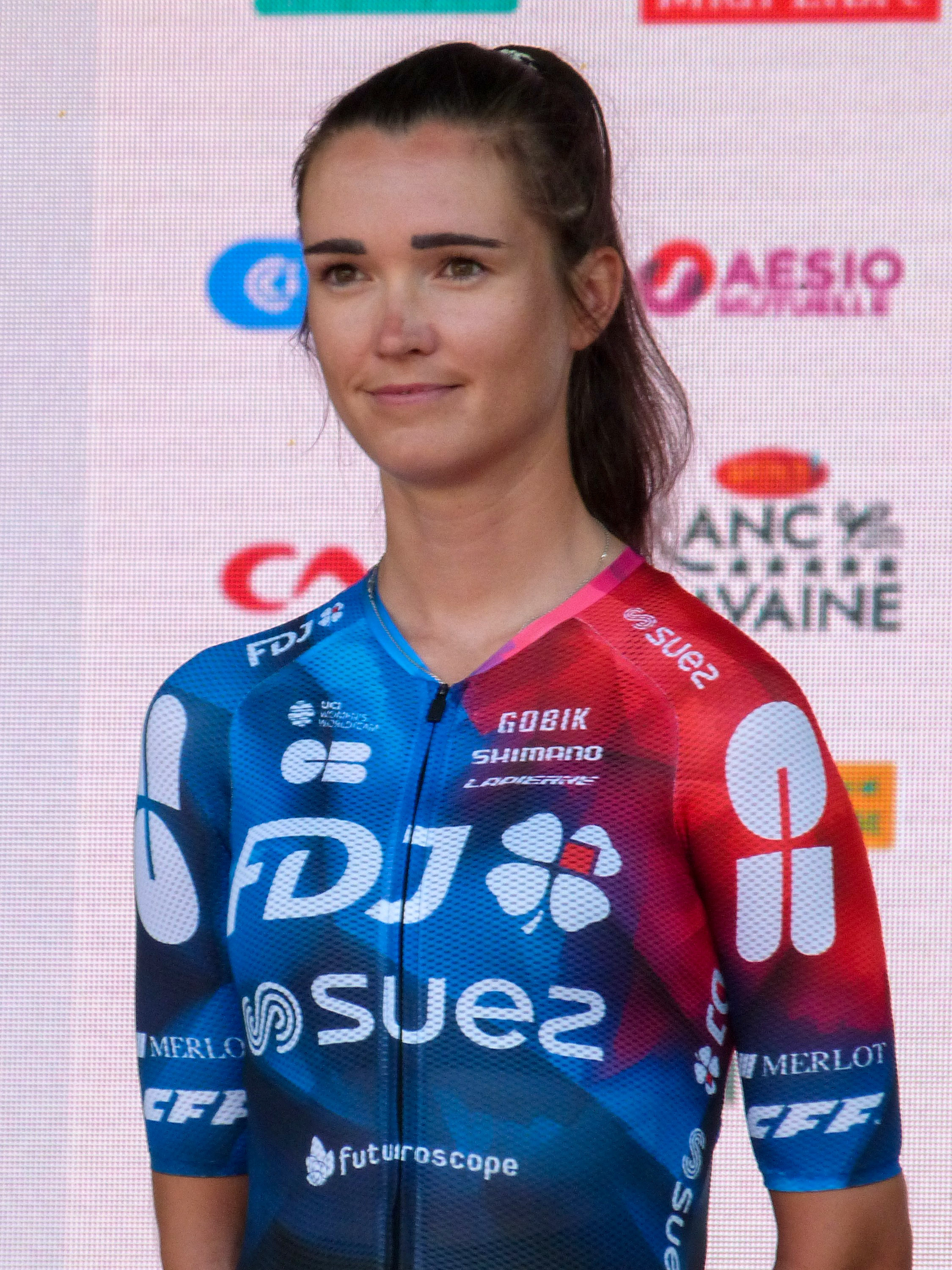
Nina Buysman
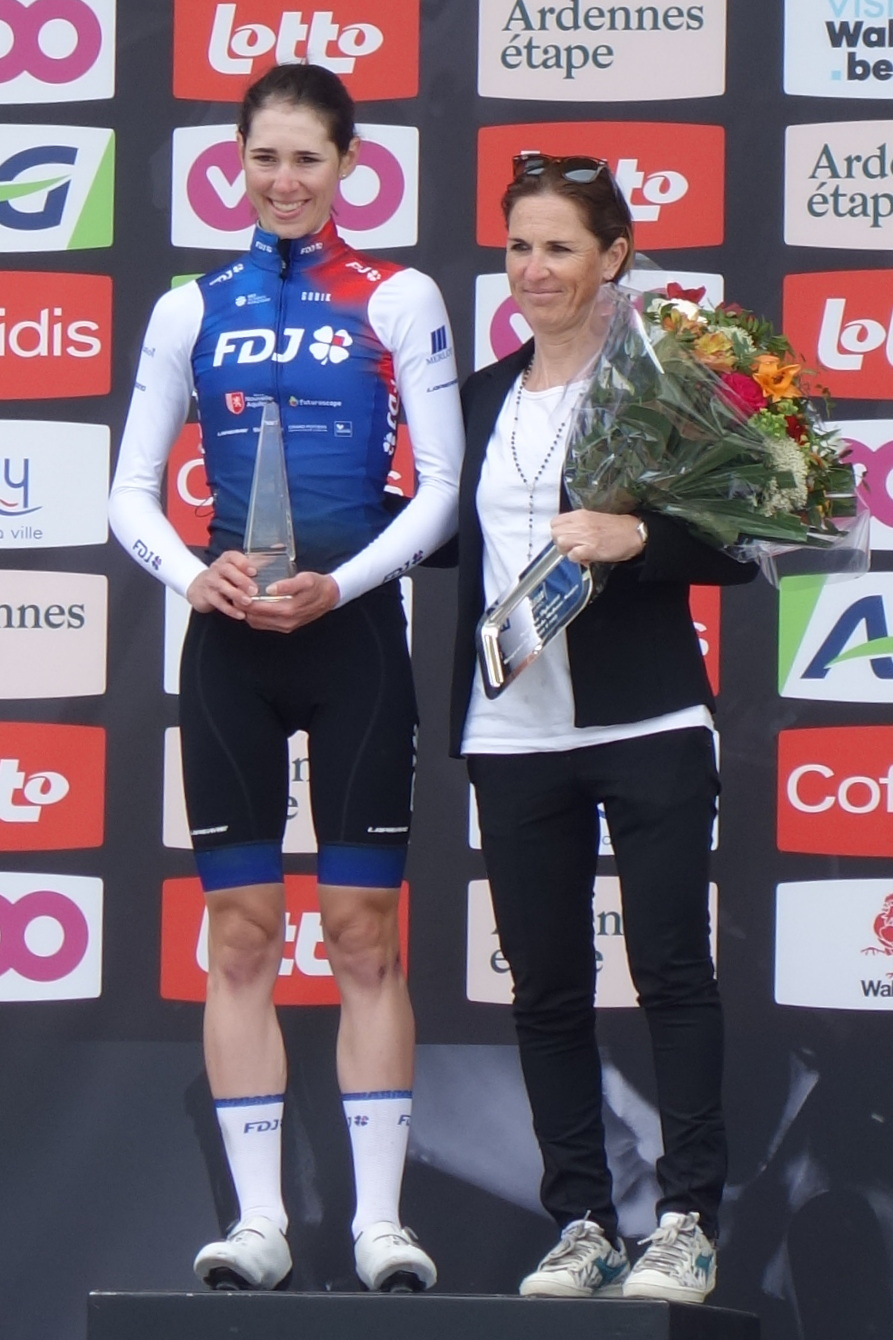
Marta Cavalli en 2022
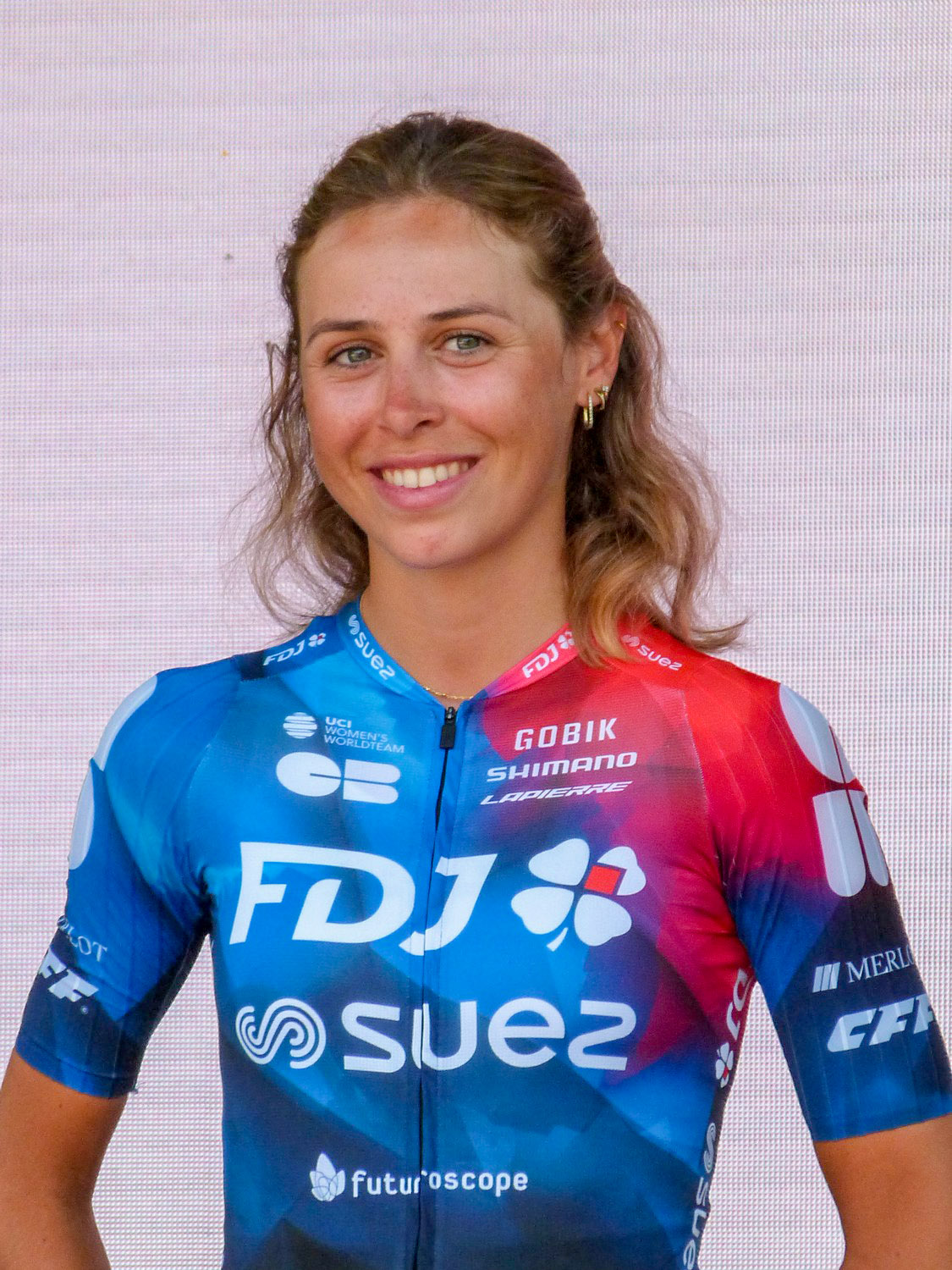
Léa Curinier
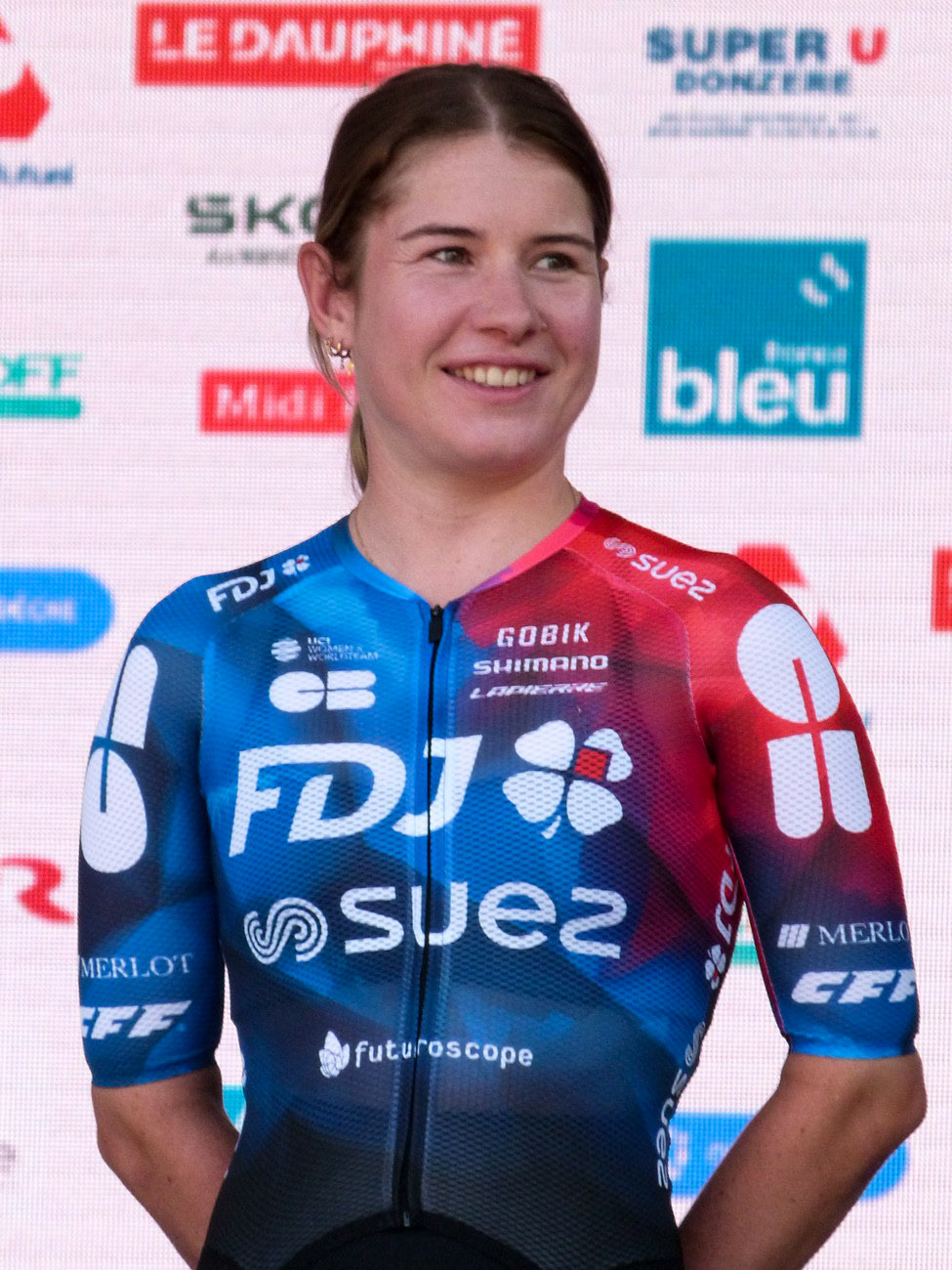
Coralie Demay
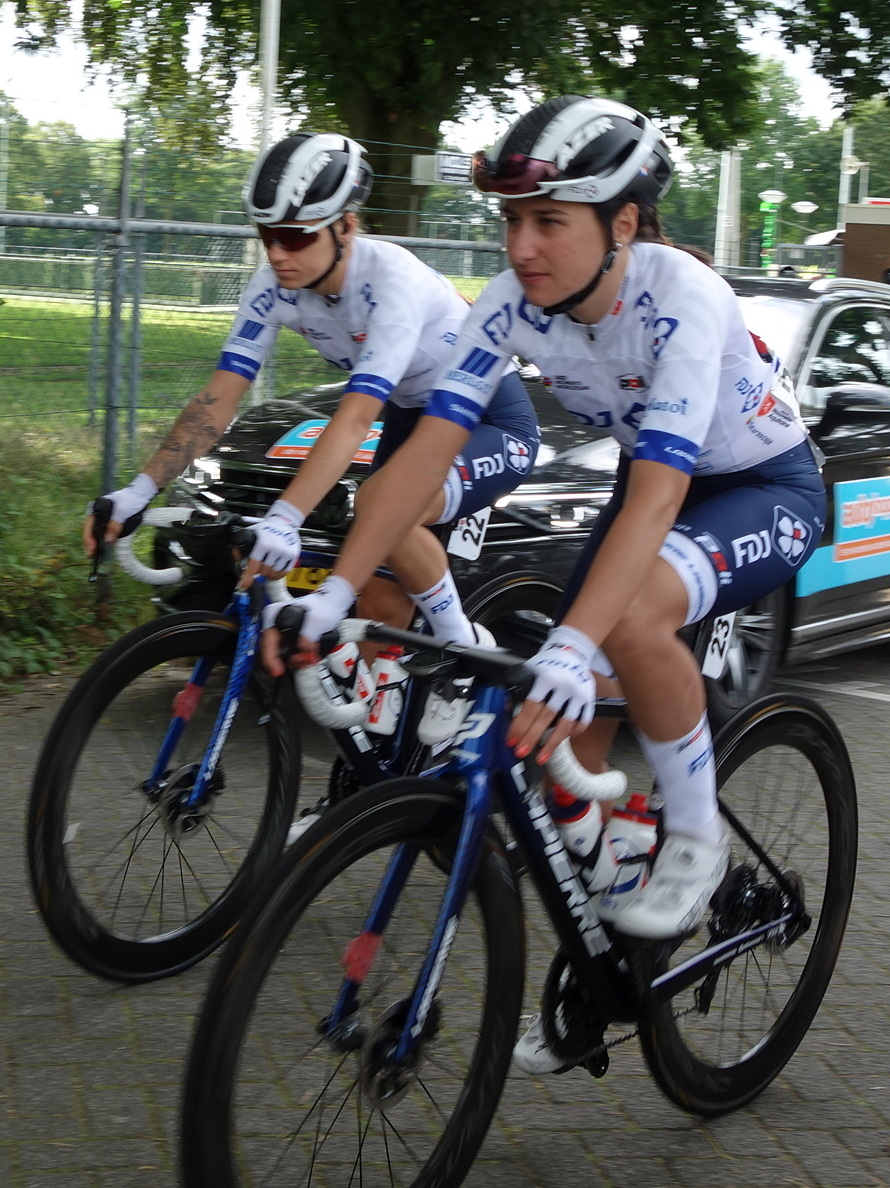
Eugénie Duval en 2021
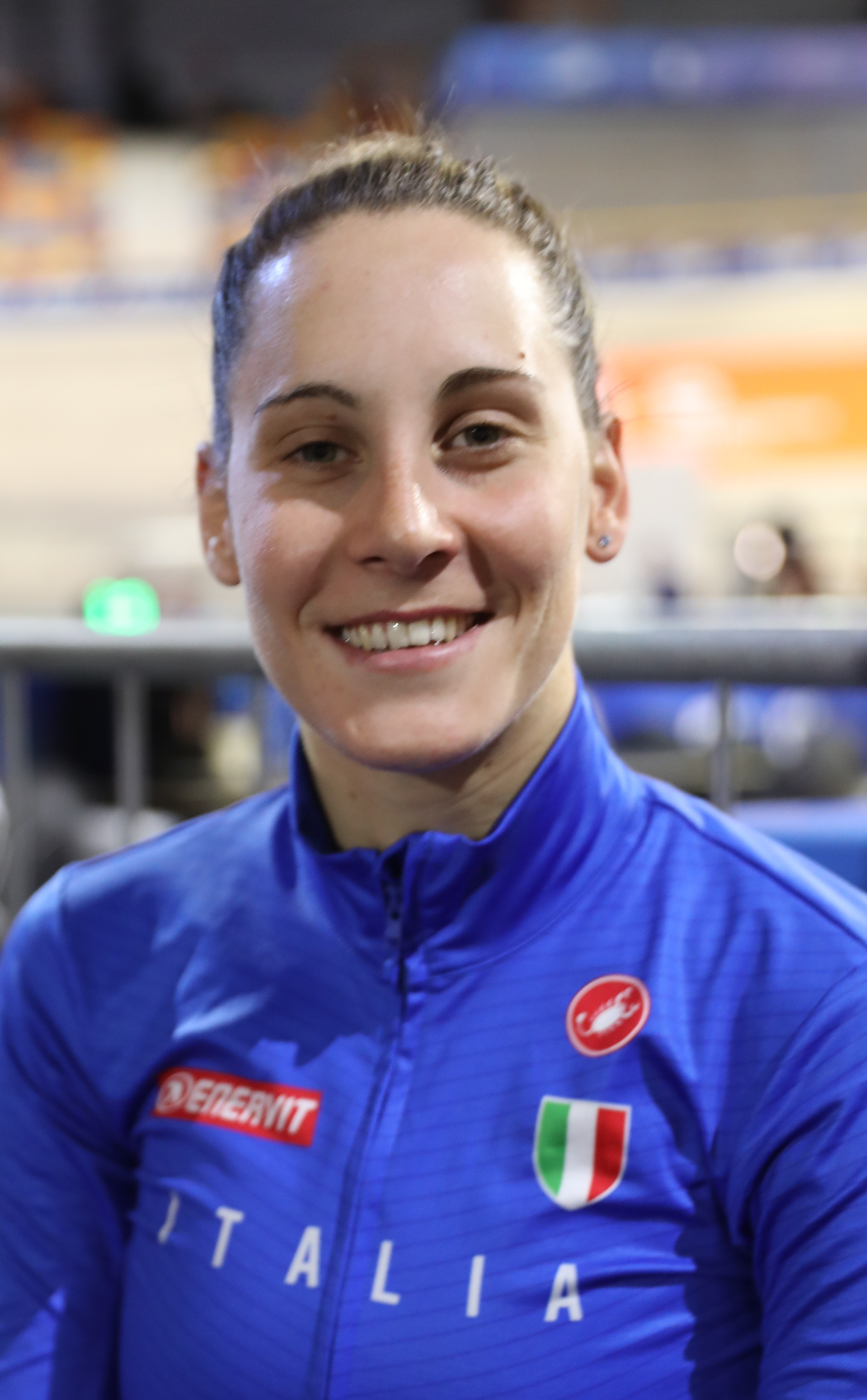
Vittoria Guazzini
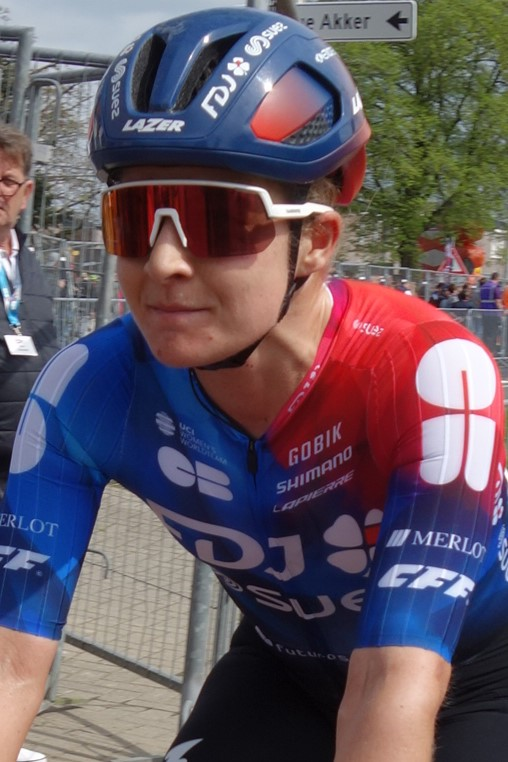
Amber Kraak
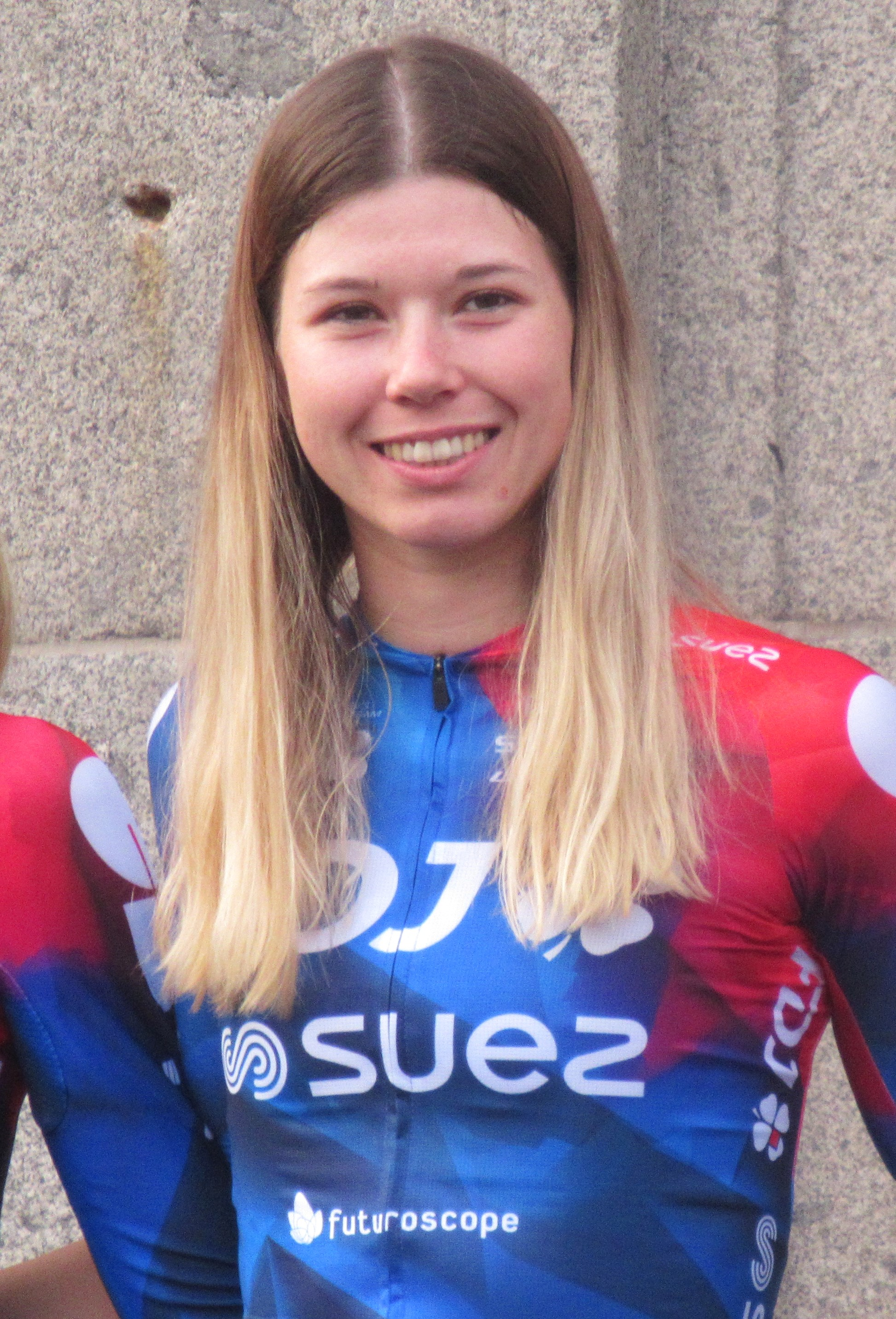
Marie Le Net
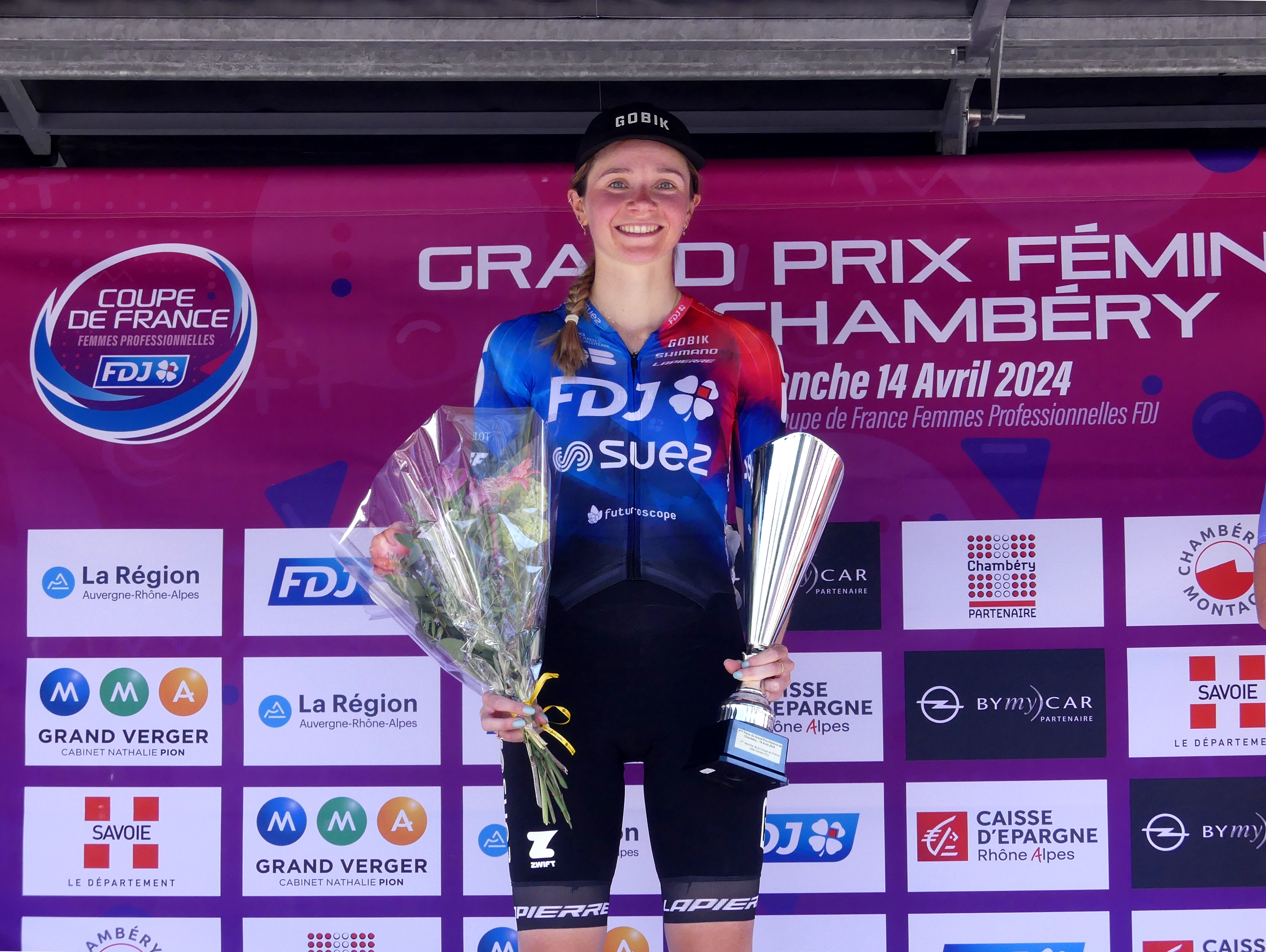
Évita Muzic
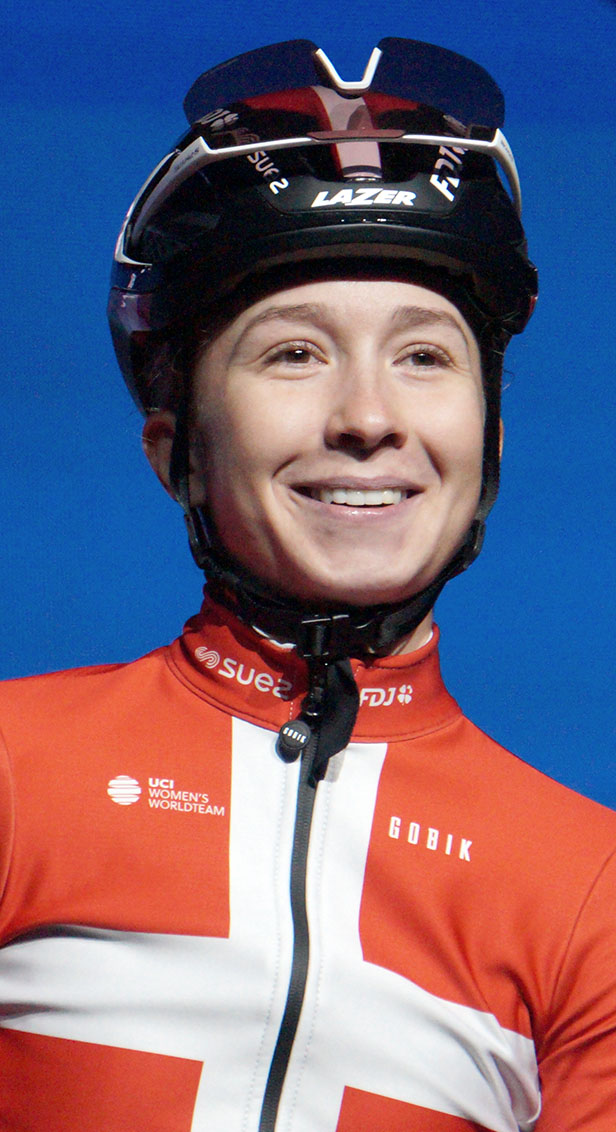
Cecilie Uttrup Ludwig en 2023
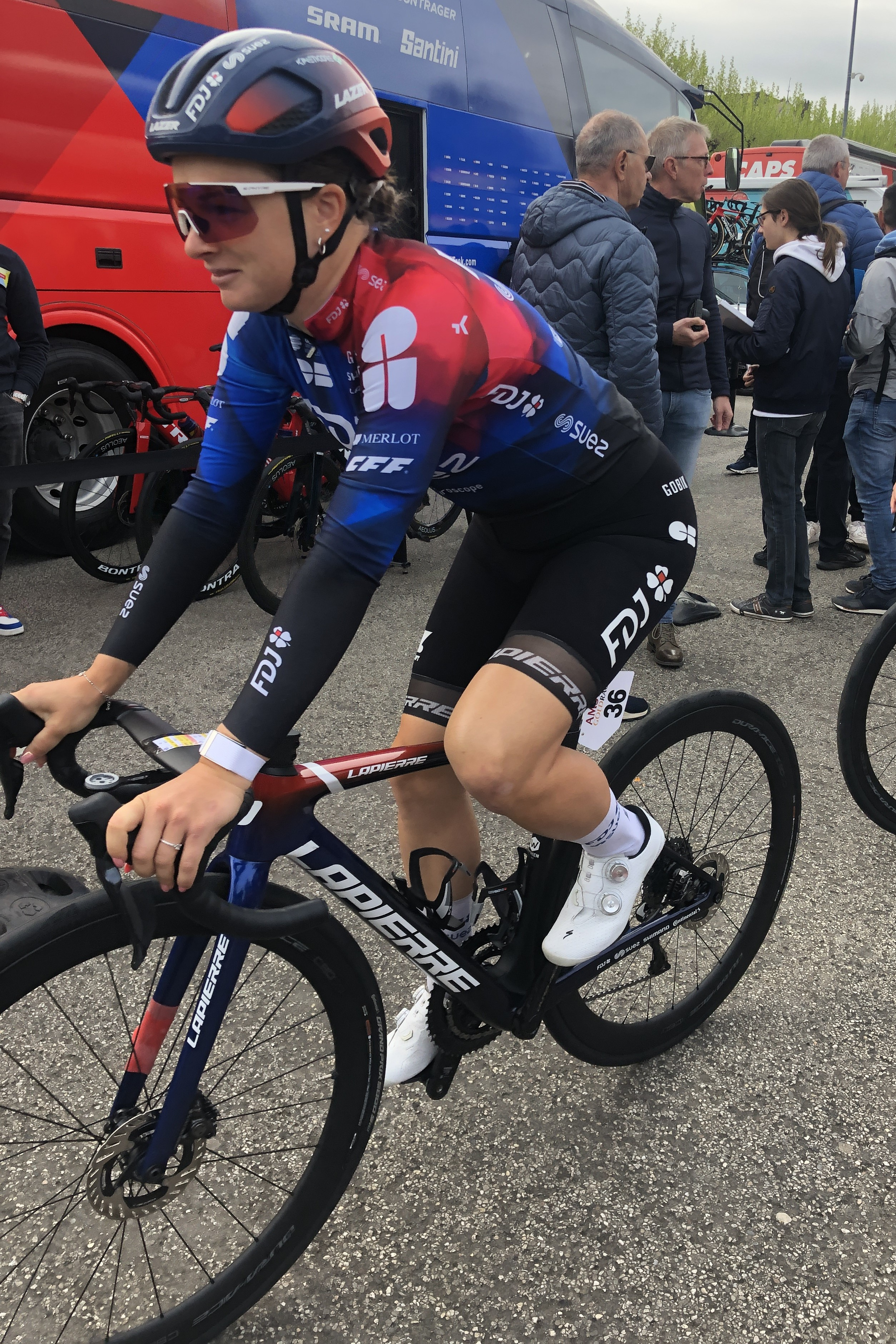
Gladys Verhulst
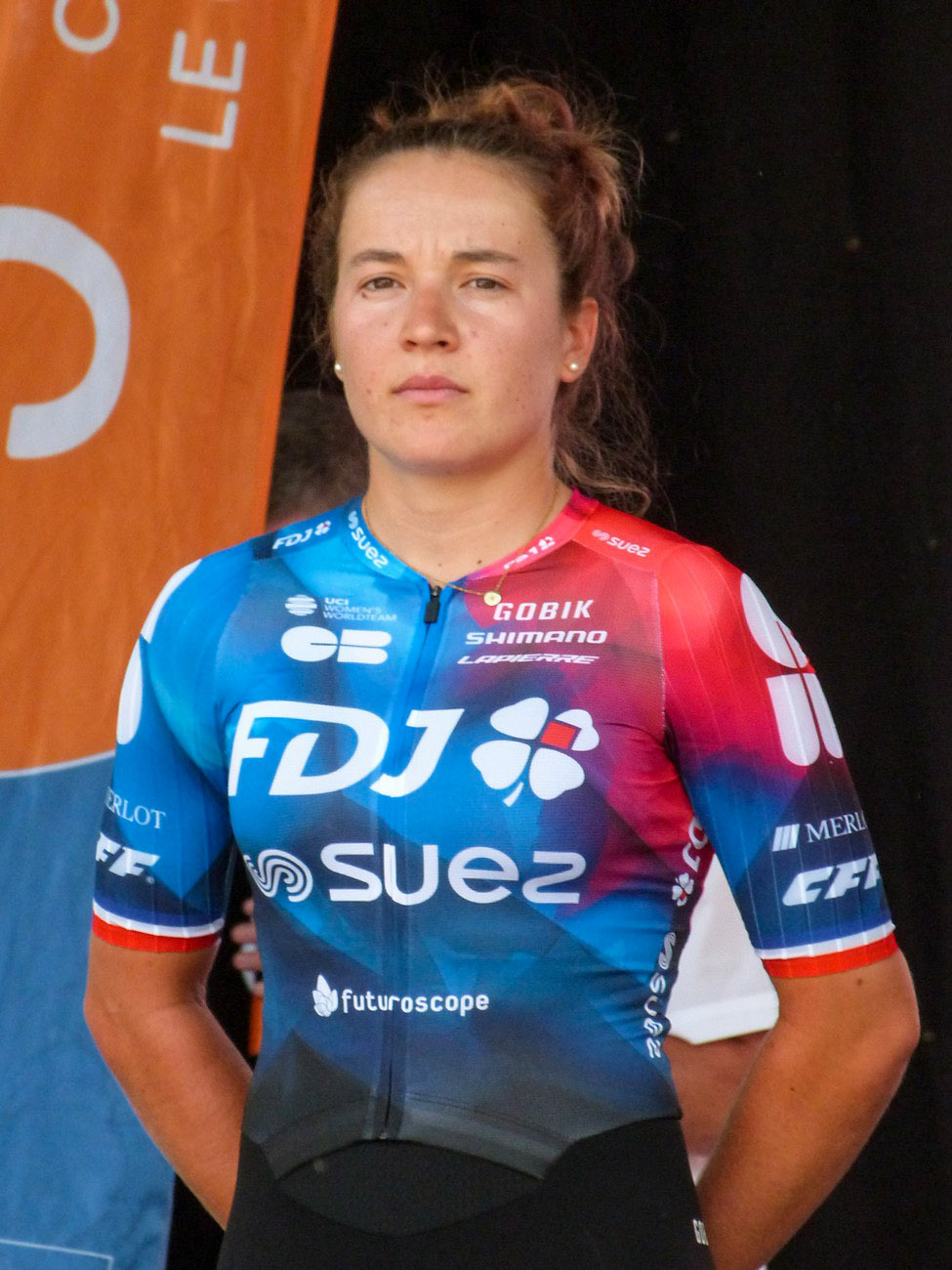
Jade Wiel

### Encadrement
Stephen Delcourt est le manager général de l'équipe. Nicolas Maire est le directeur sportif. Il est assisté de Cédric Barre, Lieselot Decroix et de Flavien Soenen.

## Déroulement de la saison

### Janvier-février
Grace Brown conserve son titre de championne d'Australie du contre-la-montre. Au Women's Tour Down Under, Cecilie Uttrup Ludwig remporte le sprint de la deuxième étape et prend la tête du classement général. Le lendemain, tout se décide dans la montée finale. Uttrup Ludwig suit un temps l'attaque de Sarah Gigante, mais doit la laisser partir. Elle est finalement neuvième du classement général. À la Deakin University Road Race, dans la montée de Challambra Crescent, Cecilie Uttrup Ludwi sort dans les pourcentages les plus difficiles de la montée. Elle est néanmoins reprise plus loin et prend la troisième place. Grace Brown est cinquième.
Au Tour des Émirats arabes unis, Vittoria Guazzini est sixième du sprint de la deuxième étape. Sur la dernière étape, Amber Kraak rejoint la première échappée. Leur avantage culmine à trois minutes. Kraak se retrouve seule en tête à cinq kilomètres de la ligne. Elle garde quelques mètres d'avance pour s'imposer.
Au Samyn des Dames, Vittoria Guazzini revient avec Karlijn Swinkels sur la tête de course dans le final. Guazzini s'impose au sprint.

### Mars
Aux Strade Bianche, une échappée avec Amber Kraak sort à une soixantaine de kilomètres de l'arrivée. Un regroupement a lieu à vingt-cinq kilomètres de l'arrivée. Dans le Colle Pinzuto, Evita Muzic place une accélération. Elle est rejointe et contrée par Demi Vollering. Muzic est finalement dixième de la course,.
Au Tour de Drenthe, Vittoria Guazzini termine sixième. Au Trofeo Alfredo Binda-Comune di Cittiglio, dans la côte d'Orino, Jade Wiel attaque à quarante-et-un kilomètres de l'arrivée. Le peloton la reprend avant la côte de Casalzuigno. Evita Muzic est neuvième.

### Avril
À Paris-Roubaix, après le secteur de Mons-en-Pévèle Jade Wiel parvient à s'extraire du peloton. Elle a vingt-cinq secondes d'avance, mais est reprise dans le secteur numéro 6. Ellen van Dijk et Amber Kraak contrent. Kopeky, Vos et Elisa Balsamo reviennent sur la duo à dix-huit kilomètres de la ligne. Dans les dix derniers kilomètres, Kraak passe à l'offensive mais est marquée par Kopecky et Vos. Kraak tente de nouveau pas la suite, mais la victoire se joue au sprint. Amber Kraak est cinquième, Marie Le Net est neuvième.
Amber Kraak est sixième de la Flèche brabançonne. À l'Amstel Gold Race, dans la première ascension du Cauberg, Elisa Longo Borghini place une attaque. Elle est suivie entre autres par Amber Kraak. La mauvaise coopération provoque le regroupement. Amber Kraak est huitième du sprint,. Sur la Flèche wallonne, dans la côte d'Ereffe, Grace Brown et Pauliena Rooijakkers partent en poursuite de l'échappée. Elles sont reprises à seize kilomètres du but. Évita Muzic est quatrième en haut du mur de Huy. À Liège-Bastogne-Liège, dans la Côte de Stockeu, Elise Chabbey attaque. Elle emmène avec elle sept autres coureuses dont Grace Brown. La Côte de la Redoute provoque l'éclatement du groupe de tête. Brown, Chabbey et Cadzow passent les premières au sommet. Les favorites reviennent sur la tête de course après la Roche aux Faucons. Dans un rond-point, la roue arrière de Brown glisse. Elle sort de route mais ne tombe pas. Le groupe se reforme. Niewiadoma lance le sprint, elle est rapidement remontée par Longo Borghini, mais c'est Brown qui s'impose finalement.

### Mai
Au Tour d'Espagne, FDJ-Suez est sixième à neuf secondes de Lidl-Trek du contre-la-montre par équipes inaugural. Marta Cavalli ne prend pas le départ de la troisième étape. Sur la quatrième étape, une partie de l'équipe est piégée. Evita Muzic termine ainsi à plus de deux minutes de la tête. Dans la première étape de montagne, à quatre kilomètres du sommet du Monasterio de San Juan de la Peña, Antonia Niedermaier, Grace Brown et Marlen Reusser attaquent, mais sont rapidement reprises. Évita Muzic suit les favorites et termine quatrième à trente-neuf secondes de Demi Vollering,. Le lendemain, dans la dernière montée Demi Vollering mène le peloton. Dans le final, Vollering hausse le rythme. Évita Muzic revient de l'arrière avant de doubler au sprint Demi Vollering,. Elle est huitième de la septième étape. La dernière journée, elle est deuxième à vingt-neuf secondes de Demi Vollering,. Elle est cinquième du classement général final à trois minutes quinze de Demi Vollering. 
Au Tour de Burgos, sur la deuxième étape, Demi Vollering attaque sous la flamme rouge. Evita Muzic tente de suivre, mais doit se contenter de la deuxième place. Sur la dernière étape, tout se joue dans la dernière difficulté. Demi Vollering est de nouveau isolée devant, Muzic prend la troisième place et s'assure ainsi la deuxième place du classement général.
Au Tour de Bretagne, Grace Brown remporte le contre-la-montre inaugural avec cinquante-deux secondes d'avance sur Amber Kraak. Alessia Vigilia est deuxième du sprint le lendemain. Grace Brown s'impose légèrement détachée lors de la troisième étape. Elle gagne le classement général.

### Juin

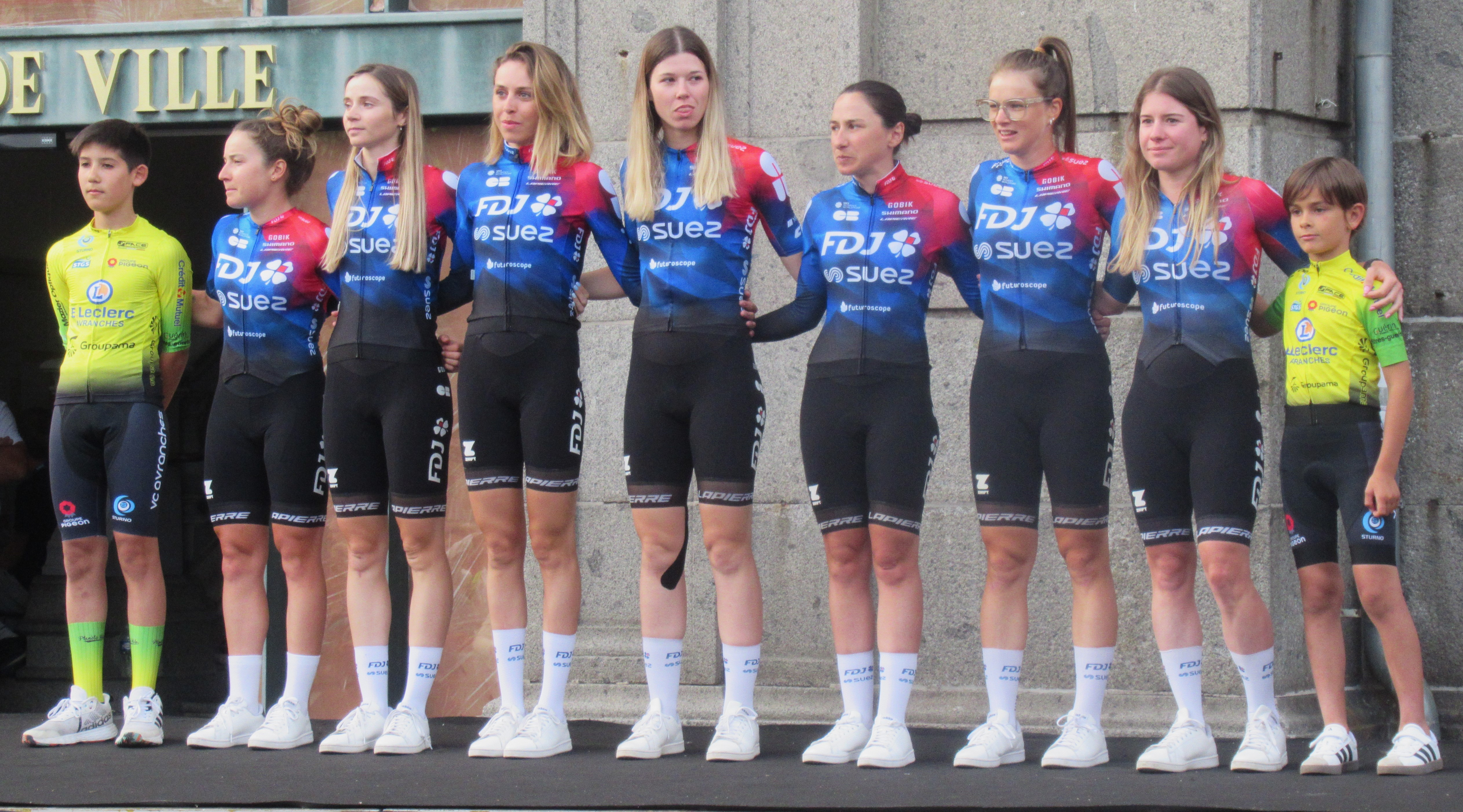
Équipe aux championnats de France

Vittoria Guazzini remporte les championnats d'Italie du contre-la-montre devant Elisa Longo Borghini.

### Juillet
Au Tour d'Italie, Grace Brown est deuxième du contre-la-montre inaugural, une seconde derrière Elisa Longo Borghini. Loes Adegeest est dixième. Dans la troisième étape,  à deux kilomètres et demi de la fin, Cecilie Uttrup Ludwig revient sur l'avant de la course et se met immédiatement en tête. Elle est néanmoins contrée puis prend la huitième place de l'étape. Elle est troisième le lendemain, dans une étape qui se décide dans la montée finale. Vittoria Guazzini est sixième du sprint de la cinquième étape. Dans l'étape du Blockhaus, Cecilie Uttrup Ludwig est rapidement distancée du groupe des favorites. Elle perd finalement quatre minutes vingt. Elle termine la course à la huitième place du classement général.

### Août
Aux Jeux olympiques, Grace Brown remporte le contre-la-montre.

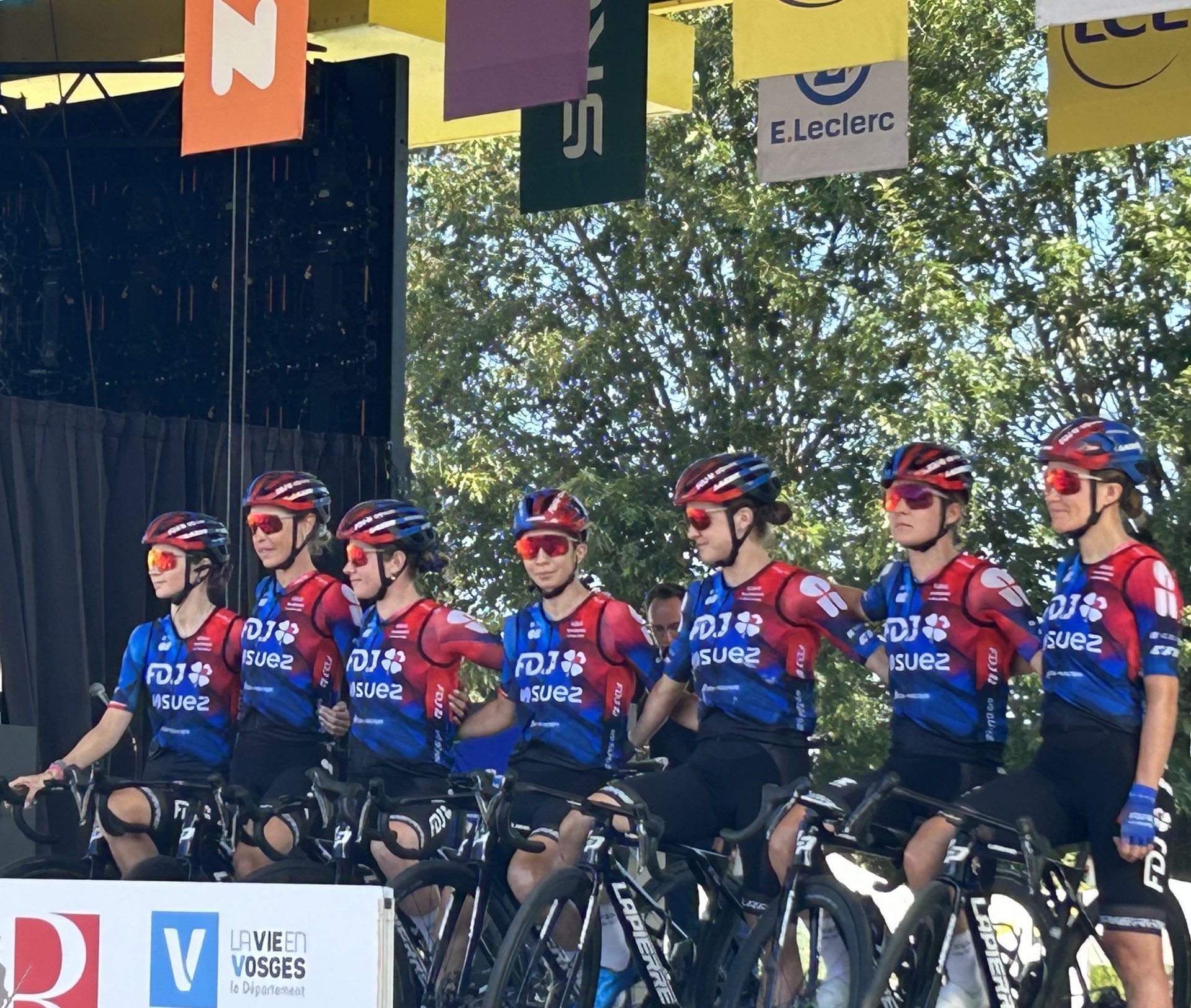
Équipe au Tour de France

Au Tour de France, Grace Brown est victime d'une crevaison lors du contre-la-montre, perdant ainsi ses chances de victoires. Loes Adegeest prend la troisième place. Le lendemain, sur l'étape ardennaise, Évita Muzic est septième. Lors de la cinquième étape, Loes Adegeest est la première échappée à quatre-vingt kilomètres de l'arrivée. Elle est rejointe dix kilomètres plus tard par Julie Van de Velde et Fem van Empel. Le peloton les reprend dans les vingt derniers kilomètres. Sur la septième étape, à cinq kilomètres de l'arrivée, Évita Muzic passe à l'offensive, mais on la marque. Elle est cinquième de l'étape. Dans l'ultime étape vers l'Alpe d'Huez, elle est avec Niewiadoma dans le groupe derrière le duo de tête avec Vollering et Rooijakkers. Elle devance la Polonaise sur la ligne pour prendre la troisième place. Elle est quatrième du classement général final.

### Septembre
Au Tour de l'Ardèche, sur la troisième étape, Nina Buysman fait partie d'une échappée de quatre coureuses. Elle s'impose dans la montée finale. Le lendemain, elle est troisième du contre-la-montre. Léa Curinier termine l'épreuve à la dixième et Nina Buysman à la douzième place.
Aux championnats d'Europe du contre-la-montre, Vittoria Guazzini prend la cinquième place. 
Aux championnats du monde, sur le contre-la-montre, Grace Brown après deux places consécutives de deuxième.

## Victoires

### Sur route
| Victoires | Victoires                                            | Victoires           | Victoires | Victoires             | Victoires |
| Date      | Course                                               | Pays                | Classe    | Vainqueur             |           |
| --------- | ---------------------------------------------------- | ------------------- | --------- | --------------------- | --------- |
| 4 janv.   | Championnat d'Australie du contre-la-montre          | Australie           | CN        | Grace Brown           |           |
| 13 janv.  | 2e étape, Women's Tour Down Under                    | Australie           | 2.WWT     | Cecilie Uttrup Ludwig |           |
| 11 fév.   | 4e étape du Tour des Émirats arabes unis             | Émirats arabes unis | 2.WWT     | Amber Kraak           |           |
| 27 fév.   | Le Samyn des Dames                                   | Belgique            | 1.1       | Vittoria Guazzini     |           |
| 21 avr.   | Liège-Bastogne-Liège                                 | Belgique            | 1.WWT     | Grace Brown           |           |
| 22 mai    | 1re étape du Tour de Bretagne                        | France              | 2.1       | Grace Brown           |           |
| 24 mai    | Classement général, Tour de Bretagne                 | France              | 2.1       | Grace Brown           |           |
| 24 mai    | 3e étape du Tour de Bretagne                         | France              | 2.1       | Grace Brown           |           |
| 15 juin   | 1re étape du Tour Féminin International des Pyrénées | France              | 2.1       | Vittoria Guazzini     |           |
| 20 juin   | Championnat d'Italie du contre-la-montre             | Italie              | CN        | Vittoria Guazzini     |           |
| 27 juill. | Jeux olympiques, contre-la-montre                    | France              | JO        | Grace Brown           |           |
| 5 sept.   | 3e étape du Tour de l'Ardèche                        | France              | 2.1       | Nina Buysman          |           |
| 22 sept.  | Championnat du monde du contre-la-montre             | Suisse              | CM        | Grace Brown           |           |

### Résultats sur les courses majeures

#### World Tour
| UCI Women's World Tour | UCI Women's World Tour | UCI Women's World Tour | UCI Women's World Tour                   | UCI Women's World Tour | UCI Women's World Tour | UCI Women's World Tour |
| Date                   | n°                     | Pays                   | Course                                   | Meilleure coureuse     | Classement             |                        |
| ---------------------- | ---------------------- | ---------------------- | ---------------------------------------- | ---------------------- | ---------------------- | ---------------------- |
| 12 – 14 janv.          | 1                      | Australie              | Women's Tour Down Under                  | Cecilie Uttrup Ludwig  | 9e                     |                        |
| 27 janv.               | 2                      | Australie              | Cadel Evans Great Ocean Road Race Women  | Cecilie Uttrup Ludwig  | 3e                     |                        |
| 8 – 11 fév.            | 3                      | Émirats arabes unis    | Tour des Émirats arabes unis             | Loes Adegeest          | 20e                    |                        |
| 24 fév.                | 4                      | Belgique               | Circuit Het Nieuwsblad                   | Loes Adegeest          | 30e                    |                        |
| 2 mars                 | 5                      | Italie                 | Strade Bianche                           | Évita Muzic            | 10e                    |                        |
| 10 mars                | 6                      | Pays-Bas               | Tour de Drenthe                          | Vittoria Guazzini      | 6e                     |                        |
| 17 mars                | 7                      | Italie                 | Trofeo Alfredo Binda-Comune di Cittiglio | Évita Muzic            | 9e                     |                        |
| 21 mars                | 8                      | Belgique               | Classic Bruges-La Panne                  | Vittoria Guazzini      | 10e                    |                        |
| 24 mars                | 9                      | Belgique               | Gand-Wevelgem                            | Gladys Verhulst        | 28e                    |                        |
| 31 mars                | 10                     | Belgique               | Tour des Flandres                        | Loes Adegeest          | 16e                    |                        |
| 6 avr.                 | 11                     | France                 | Paris-Roubaix                            | Amber Kraak            | 5e                     |                        |
| 14 avr.                | 12                     | Pays-Bas               | Amstel Gold Race                         | Amber Kraak            | 8e                     |                        |
| 17 avr.                | 13                     | Belgique               | Flèche wallonne                          | Évita Muzic            | 4e                     |                        |
| 21 avr.                | 14                     | Belgique               | Liège-Bastogne-Liège                     | Grace Brown            | 1re                    |                        |
| 28 avr. – 5 mai        | 15                     | Espagne                | Tour d'Espagne                           | Évita Muzic            | 5e                     |                        |
| 10 – 12 mai            | 16                     | Espagne                | Tour du Pays basque                      | Évita Muzic            | 11e                    |                        |
| 16 – 19 mai            | 17                     | Espagne                | Tour de Burgos                           | Évita Muzic            | 2e                     |                        |
| 24 – 26 mai            | 18                     | Royaume-Uni            | RideLondon-Classique                     | -                      | -                      |                        |
| 6 – 9 juin             | 19                     | Royaume-Uni            | Tour de Grande-Bretagne                  | -                      | -                      |                        |
| 15 – 18 juin           | 20                     | Suisse                 | Tour de Suisse                           | Évita Muzic            | 10e                    |                        |
| 7 – 14 juill.          | 21                     | Italie                 | Tour d'Italie                            | Cecilie Uttrup Ludwig  | 8e                     |                        |
| 12 – 18 août           | 22                     | France                 | Tour de France Femmes                    | Évita Muzic            | 4e                     |                        |
| 24 août                | 23                     | France                 | Grand Prix de Plouay                     | Amber Kraak            | 11e                    |                        |
| 6 – 8 sept.            | 24                     | Suisse                 | Tour de Romandie                         | Grace Brown            | 24e                    |                        |
| 8 – 13 oct.            | 25                     | Pays-Bas               | Simac Ladies Tour                        | -                      | -                      |                        |
| 15 – 17 oct.           | 26                     | Chine                  | Tour de l'île de Chongming               | -                      | -                      |                        |
| 20 oct.                | 27                     | Chine                  | Tour du Guangxi                          | -                      | -                      |                        |

Évita Muzic est neuvième du classement individuel. FDJ-Suez est septième du classement par équipes.

#### Grands tours
| Grand tour            | Tour d'Espagne   | Tour d'Italie              | Tour de France   |
| --------------------- | ---------------- | -------------------------- | ---------------- |
| Coureuse (classement) | Evita Muzic (5e) | Cecilie Uttrup Ludwig (8e) | Evita Muzic (4e) |
| Accessits             | 1 étape          | -                          | -                |

## Classement mondial
| Classement UCI | Classement UCI        | Classement UCI | Classement UCI |
| Coureuse       | Coureuse              | Pays           | Points         |
| -------------- | --------------------- | -------------- | -------------- |
| 9e             | Évita Muzic           | France         | 2132.6 pts     |
| 10e            | Grace Brown           | Australie      | 1948.6 pts     |
| 52e            | Amber Kraak           | Pays-Bas       | 808.6 pts      |
| 63e            | Cecilie Uttrup Ludwig | Danemark       | 703.7 pts      |
| 77e            | Vittoria Guazzini     | Italie         | 592.9 pts      |
| 132e           | Jade Wiel             | France         | 315 pts        |
| 157e           | Gladys Verhulst       | France         | 263 pts        |
| 168e           | Loes Adegeest         | Pays-Bas       | 241 pts        |
| 178e           | Léa Curinier          | France         | 221 pts        |
| 197e           | Marie Le Net          | France         | 208 pts        |
| 261e           | Alessia Vigilia       | Italie         | 147.6 pts      |
| 278e           | Nina Buysman          | Pays-Bas       | 133 pts        |
| 416e           | Marta Cavalli         | Italie         | 82.6 pts       |
| 643e           | Coralie Demay         | France         | 41.6 pts       |

FDJ-Suez est huitième du classement par équipes.